# Ivy Quainoo
 (mars 2012).
Si vous disposez d'ouvrages ou d'articles de référence ou si vous connaissez des sites web de qualité traitant du thème abordé ici, merci de compléter l'article en donnant les références utiles à sa vérifiabilité et en les liant à la section « Notes et références ».

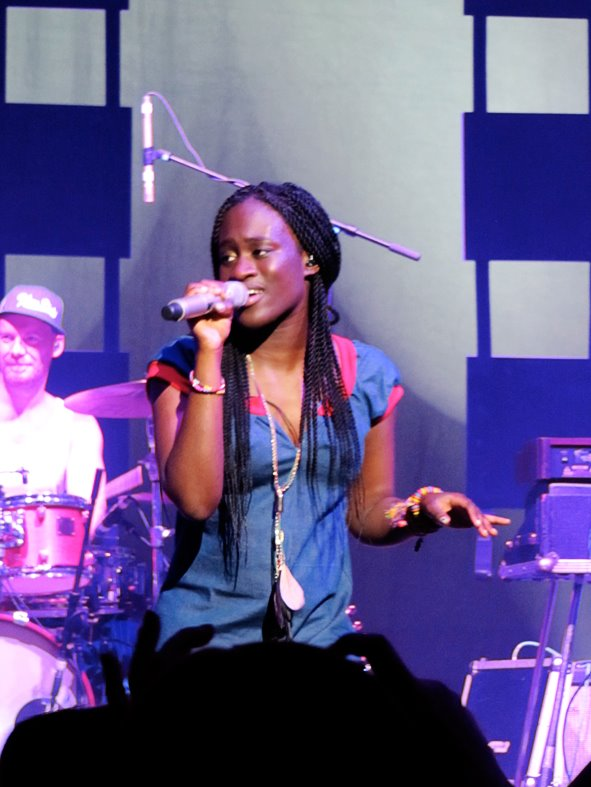
Ivy Quainoo, 2012

Ivy Quainoo, née le 25 août 1992 à Berlin, est une chanteuse allemande connue pour sa participation au télé-crochet The Voice of Germany, dont elle remporte la première saison en 2012. D'origine ghanéenne, elle a ainsi remporté toute une série de succès à l'échelle nationale dont le célèbre titre gagnant de l'époque, "Do You Like What You See", qui s'est hissé au numéro 2 en Allemagne, au 8 en Autriche et au 12 en Suisse. Elle a composé des chansons pour des séries télévisées et des longs métrages, dont le morceau « Who You Are » pour la mini-série The Gates of the World, qu'elle a co-enregistré avec Stanfour. Ivy a étudié l'école des arts de la scène de Berlin-Kreuzberg pendant deux ans. Elle déclarait : « Après avoir obtenu mon diplôme, je ne savais pas exactement dans quelle direction je voulais aller[...]Je trouvais que faire de la musique était aussi excitant que jouer.»
Ambitieuse, elle s'envola aux États-Unis pour une aventure d'acteur d'où elle étudie à American Academy of Dramatic Arts » de New York.

## Biographie
Ivy fait sa scolarité à l'école Schiller de Berlin, dans le quartier de Charlottenburg. Après son baccalauréat en 2011, elle étudie à l'école du spectacle de Berlin-Kreuzberg. Début 2015, elle entame alors des études de théâtre à New York. De retour en Allemagne, elle pense exploiter cette notoriété existante pour s'épanouir dans le cinéma allemand. Grande fan de « Harry Potter », elle obtint un rôle dans le projet d'une pièce de théâtre allemande sur « Harry Potter » annulé quelques mois avant les auditions à cause de la pandémie.

### 2011-2012:The Voice of Germany
Juste après son baccalauréat, Quainoo participe au casting de The Voice of Germany. Elle est retenue dans l'équipe du groupe The BossHoss, qui devient son coach.
Ivy remporte la finale le 10 février 2012.

### 2012:Ivy
Le 2 mars 2012, Ivy sort son premier album homonyme Ivy.
Elle participe à l'émission Echo Awards, où elle chante avec Aura Dione, Ina Müller, Caro Emerald et Dionne Bromfield.

## Discographie

### Album
| Année | Titre     | Classements            | Classements           | Classements          | Remarques                                          |
| Année | Titre     | Drapeau de l'Allemagne | Drapeau de l'Autriche | Drapeau de la Suisse | Remarques                                          |
| ----- | --------- | ---------------------- | --------------------- | -------------------- | -------------------------------------------------- |
| 2012  | IVY       | 5                      | 11                    | 10                   | Publication: 02.03.2012 Chiffres de vente: 200 000 |
| 2013  | Wildfires | 40                     | -                     | -                    | Publication: 27.09.2013                            |

### Singles
| Année | Titre                             | Classements            | Classements           | Classements          | Classements           | Remarques                                          |
| Année | Titre                             | Drapeau de l'Allemagne | Drapeau de l'Autriche | Drapeau de la Suisse | Drapeau du Luxembourg | Remarques                                          |
| ----- | --------------------------------- | ---------------------- | --------------------- | -------------------- | --------------------- | -------------------------------------------------- |
| 2012  | Do You Like What You See IVY      | 2                      | 8                     | 12                   | 6                     | Publication: 17.02.2012 Chiffres de vente: 200 000 |
| 2012  | You Got Me IVY                    | 31                     | 61                    | 61                   | -                     | Publication: 08.06.2012 Chiffres de vente: 50 000  |
| 2012  | Who You Are IVY                   | 49                     | -                     | -                    | -                     | Publication: 16.11.2012 avec Stanfour              |
| 2013  | Wildfires (Light it Up) Wildfires | 44                     | -                     | -                    | 54                    | Publication: 06.09.2013                            |